# Crassostrea columbiensis
Crassostrea columbiensis är en musselart som först beskrevs av Sylvanus Charles Thorp Hanley 1846.  Crassostrea columbiensis ingår i släktet Crassostrea och familjen ostron. Inga underarter finns listade i Catalogue of Life.